# Praça Somália

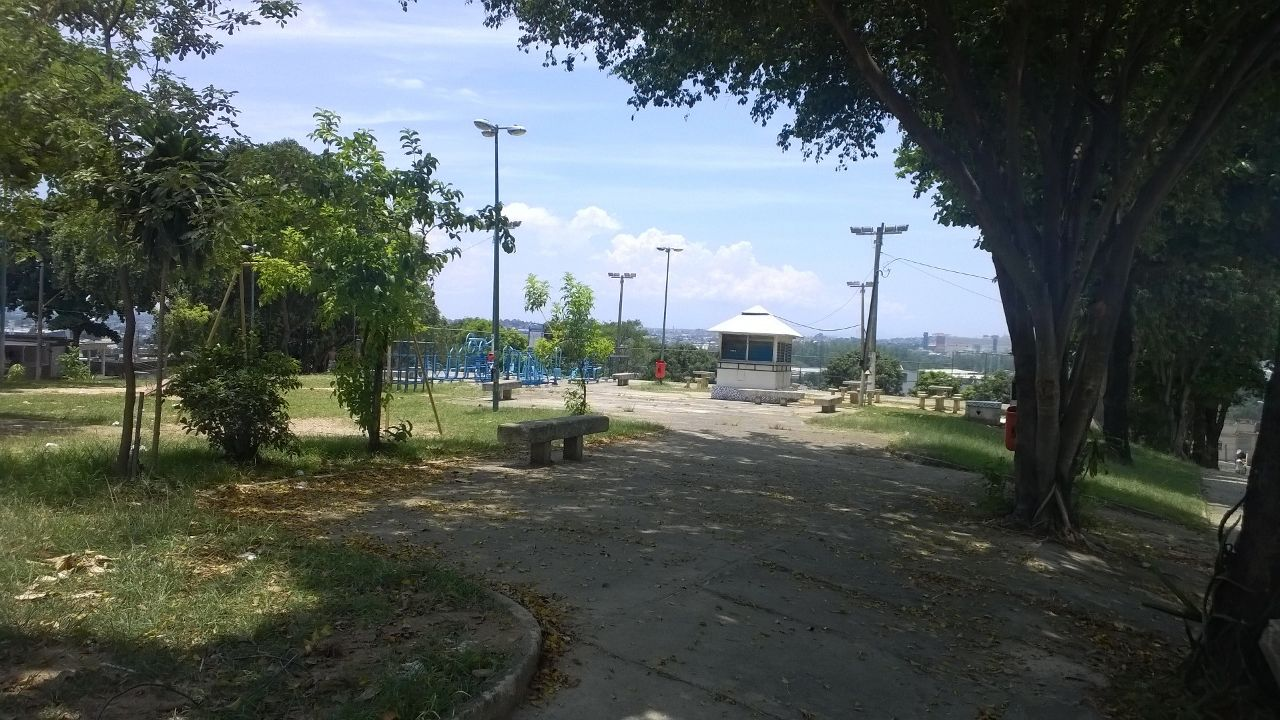
Praça Somália em 2015, antes das obras de revitalização do Programa Bairro Maravilha Norte.

A Praça Somália é uma praça situada no bairro do Parque Colúmbia, na Zona Norte da cidade do Rio de Janeiro. Localiza-se no quarteirão formado pelas ruas Alfonso Ortiz Tirado e Serra Leoa.
Entre 2015 e 2016, a Praça Somália recebeu obras de revitalização executadas no âmbito do Programa Bairro Maravilha Norte, da Prefeitura da Cidade do Rio de Janeiro. A nova praça foi entregue à população no dia 28 de fevereiro de 2016 pelo então prefeito carioca Eduardo Paes. A Praça Somália passou a contar, dentre outras coisas, com: 1.230 m² de campo de grama sintética; quadra poliesportiva de 385 m²; 1.250 m² de alambrado; e novo mobiliário urbano, incluindo bancos e mesas de jogos.
O nome do logradouro é uma homenagem à Somália, um país situado na África.